# Tita Reut
Tita Reut est une auteure, poète et éditrice française née le 22 septembre 1951.
Elle vit et travaille à Paris et à Nice.

## Biographie sommaire
Tita Reut écrit et publie des poèmes, souvent illustrés par des artistes contemporains.
Elle a été commissaire de plusieurs expositions d'art contemporain internationales.
Collaboratrice d’Arman pendant plusieurs années, elle a publié de très nombreux ouvrages sur ou avec celui-ci.
En 2005, Tita Reut fonde les Éditions de l’Ariane où elle publie des livres d'artiste avec la participation d'Arman, Villeglé, James Coignard, Jean Miotte, Christian Jaccard, Claude Gilli, Paul-Armand Gette, Catherine James, Eliz Barbosa, Bernard Rancillac, Anne Slacik, Bernard Heidsieck, Julien Blaine, Bernard Noël, Jean-Pierre Faye, Joseph Guglielmi, Claire Illouz, Jean-Luc Guin’Amant, etc.